# Imabetsu (Aomori)
Imabetsu (今別町 Imabetsu-machi?) es un pueblo localizado en la prefectura de Aomori, Japón. En octubre de 2018 tenía una población de 2.496 habitantes y una densidad de población de 19,9 personas por km². Su área total es de 125,27 km².

## Geografía

### Municipios circundantes
- Prefectura de Aomori
  - Goshogawara
  - Sotogahama

## Demografía
Según datos del censo japonés, la población de Imabetsu ha disminuido en los últimos años.
| Año del censo | Población |
| ------------- | --------- |
| 1995          | 4.737     |
| 2000          | 4.124     |
| 2005          | 3.816     |
| 2010          | 3.217     |
| 2015          | 2.756     |